# 吴安民
吳安民（13世纪？—1300年），字惠卿，元朝初年安丰寿春人，吳祐之子。
吳安民随父亲吳祐攻打南宋。破独松关，渡浙江，定温州、台州，逾岭攻克莆田，吴安民有功，而以功归其父。大帅命吴安民署千户。吴祐死后，吴安民袭为管军总管，镇扬州。元军伐日本，吴安民请行，授宣武将军、征东副万户。遇到飓风，将士溺水，吴安民依靠破败的舟船，遇巡逻的高丽人，载还中原。
至元二十年（1283年），建宁黄华反元，吴安民率所部讨伐，翻过九峰岭，直抵平溪，俘获其家属辎重，黄华被擒。改镇湖州。调嘉兴路，又改镇寿春。至元二十六年（1289年），跟随大军攻打江西反元势力钟朗、兴国反元势力吴大仲，有功。改镇和州。大德四年（1300年）去世。赠骑都尉、渤海郡伯。其子吴继武袭寿春路副万户。